# Скоровська Наталія Анатоліївна
Скоровська Наталія Анатоліївна (7 листопада 1969 Нове-село, Ізяславський район, Хмельницька область) — заслужена артистка України, актриса, поетеса.

## Біографія
Народилася у Новому селі, Ізяславського району, Хмельницької області. У 1978 році пішла до першого класу середньої школи № 10 м. Дрогобича. У 1980 вступила до музичної школи № 1 і в 1985 році закінчила її по класу баяна.
У 1987 вступила до Львівського культурно-освітнього училища на спеціальність «Режисура». У 1990 році закінчила училище з відзнакою.
У 1991 році поступила до Інституту культури і мистецтв в м. Київ, котрий у 1996 закінчила за спеціальністю «Режисер театрального колективу».
З 1997 року працювала в Першому Українському театрі для дітей та юнацтва на посаді актриси та помічника режисера.
З 2002 року по 2019 у театрі Західного оперативного командування на посаді актриси
.
Викладала акторську майстерність, тренаж, сценічну мову у Львівському національному університеті імені Івана Франка на кафедрі театрознавства та акторської майстерності.

## Акторські роботи в театрах
Львівський академічний драматичний театр імені Лесі Українки
- 2007– Шурочка, «Балада про солдата» (реж. Віктор Щербаков)
- 2008 — Поросятко, «Дуже проста історія» (реж. Юрій Савєльєв)
- 2008 — Марина, «Сорочинський ярмарок» (реж. Володимир Федоров)
- 2008 — Аркаша, «Білий ангел з чорними крилами» (реж. Людмила Колосович)
- 2010 — Котигорошко, «Котигорошко» (реж. Роман Скоровський)
- ???? — Няня, «Жабуся» (реж. Віктор Щербаков)
- ???? — Поросятко, «Чік, — і готово» (реж. Віктор Щербаков)
- ???? — Принцеса, «Принцеса і свинопас» (реж. Віктор Щербаков)
- ???? — Принцеса Буль-Булька, «Пригоди бравого капрала і принцеси Буль-Бульки» (реж. Віктор Щербаков)
- 2011 — Пастушок, «Вертеп» (реж. Людмила Колосович)
- 2011 — Метелик, «Пригоди невгамовного Зайчика та Червоної Шапочки» (реж. Людмила Колосович)
- 2011 — Удовичка, «Приборкання норовливої» (реж. Сергій Кузик)
- 2011 — Віслючок, «Дорога до Вифлиєму» (реж. Людмила Колосович)
- 2011 — Водяна Русалка, «Лісова пісня» (реж. Людмила Колосович)
- ???? — Каспрель, «Пригоди Гуцика-Буцика» (реж. Віктор Щербаков)
- ???? — Домаха, «Мати-наймичка» (реж. Віктор Щербаков)
- 2016 — Лисиця, «Золоте курча» (реж. Роман Скоровський)
- 2017 — Баба Яга, сімейний мюзикл «Зачарована принцеса» (реж. Олена Сєрова-Бондар)
- 2017 — Дух Минулого Різдва, місіс Кретчит, Колядниця, вистава для всієї родини «Різдвяна історія» (реж. Олена Апчел)

Перший академічний український театр для дітей та юнацтва
- 1995 — Одаліска, «Алладін» (реж. Мирон Лукавецький)
- 1995 — Білочка, «Чари зимового лісу» (реж. Мирон Лукавецький)
- 1996 — Мавпочка, «Стережися Лева» (реж. Мирон Лукавецький)
- 1996 — Редиска, «Пригоди Чіпполіно та його друзів» (реж. Мирон Лукавецький)
- 1999 — Принцеса, «Снігова королева» (реж. Мирон Лукавецький)
- 2001 — Лісова мавка, «Цар Ох» (реж. Мирон Лукавецький)
- 2001 — Морячка, «Острів скарбів» (реж. Мирон Лукавецький)
- ???? — Еммі, «Том Сойєр» (реж. Мирон Лукавецький)
- ???? — Морський коник, «Русалонька» (реж. Мирон Лукавецький)
- ???? — Промічник, гномик Сліппі «Білосніжка та семеро гномів» (реж. Мирон Лукавецький)
- ???? — Кіт, Фрейліна, «Бременські музиканти» (реж. Володимир Борисюк)
- ???? — Енні, «Діти лісу» (реж. Мирон Лукавецький)
- ???? — Котик-Вуркотик, «Пригоди Котика-Вуркотика» (реж. Мирон Лукавецький)
- 2003 — пані Гідеса, «Пригоди Швейка у Львові» (реж. Мирон Лукавецький)
- 2003 — Принцеса, «Пригоди в країні М'ясопотамії» (реж. Олексій Кравчук)
- 2004 — Наф-наф, Ромашка, «Троє поросят» (реж. Ольга Гапа)
- 2005 — Хвилинка, «Шуршик, який живе у годиннику» (реж. Юрій Мисак)
- 2005 — Русалка Лісова, «Захар Беркут» (реж. Мирон Лукавецький)
- 2005 — Зайченятко, «Стежечка до Святого Миколая» (реж. Юрій Мисак)

Львівський обласний академічний музично-драматичний театр імені Юрія Дрогобича
- 1992– Курча, «Золоте курча» (реж. Віталій Мельничук)
- 1992 — Оленка, «Мамина хата» (реж. Віталій Мельничук)
- 1992 — Мавка, Польова Русалка «Лісова пісня» (реж. Віталій Мельничук)

## Нагороди та визнання
- 1994 — член всеукраїнської творчої спілки Асоціації діячів естрадного мистецтва України
- 2001 — помічник режисера Національної делегації України для участі у «Світовій першості сценічно-виконавських мистецтв» (Голівуд, США)
- 2001 — режисер-постановник регіональних та загально-національних дитячих творчих конкурсів «Міні Міс та Міні Містер» (м. Київ)
- 2002 — лауреат міжнародного театрального фестивалю «Етно-Діа Сфера» (м. Мукачево)
- 2003 — член Національної спілки театральних діячів України
- 2004 — золота медаль у номінації «Акторська майстерність» на всеукраїнському конкурсі «Національне Гран-Прі сценічно виконаних мистецтв» (м. Львів)
- 2006 — грамота від дирекції театру та подяка від командування З. О.К. за вагомий внесок у розвиток театрального мистецтва
- 2008—2009 — подяки від керівництва театру за професійне відношення до роботи
- 2009 — обрана колективом головою профспілки працівників культури України Львівського академічного драматичного театру імені Лесі Українки
- 2010 — грамота від Управління культури і туризму Львівської облдержадміністрації за високу професійність та розвиток театрального мистецтва
- 2011—2012 — грамота та подяка від керівництва театру за професійність та відмінні організаторські здібності
- 2011 — лауреат театральних фестивалів «Етно-Діа Сфера» (м. Мукачево) та «Мельпомена Таврії» (м. Херсон)
- 2012 — лауреат всеукраїнського фестивалю за п'єсами Лесі Українки (м. Луцьк)
- 2013 — отримала державне почесне звання Заслужена артистка України[3]
- 2015 — вийшла друком перша збірка ліричних віршів «Я подарую вітру подих»